# Пшилукі (Люблінське воєводство)
Пшилукі (пол. Przyłuki) — село в Польщі, у гміні Мєндзижець-Підляський Більського повіту Люблінського воєводства.

## Історія
У часи входження до складу Російської імперії належало до Радинського повіту Сідлецької губернії.
За даними етнографічної експедиції 1869—1870 років під керівництвом Павла Чубинського, на фільварку здебільшого проживали греко-католики, усе населення розмовляло українською мовою.
У 1975—1998 роках село належало до Білопідляського воєводства.